# Кирпичников, Анатолий Николаевич

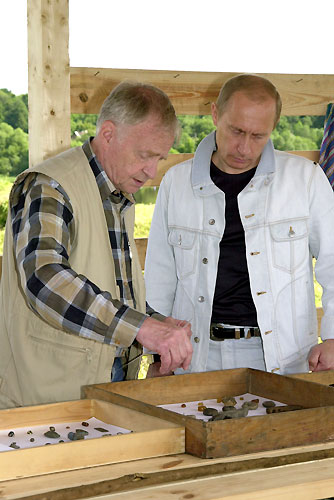
А. Н. Кирпичников и В. В. Путин на раскопках Старой Ладоги (17 июля 2004)

Анато́лий Никола́евич Кирпи́чников (25 июня 1929, Ленинград — 16 октября 2020, Санкт-Петербург) — советский и российский археолог. Доктор исторических наук, профессор, заслуженный деятель науки РСФСР (1991). Почётный гражданин Ленинградской области (2013).

## Биография
Анатолий Николаевич Кирпичников родился 25 июня 1929 года в городе Ленинграде, ныне город Санкт-Петербург. Во время блокады его мать работала врачом на заводе № 181 («Старый Лесснер», «Двигатель») и погибла при артобстреле в июле 1943 года.
Окончил исторический факультет Ленинградского государственного университета. С 1955 года работал в Институте истории материальной культуры АН СССР.
В 1963 году в Ленинградском отделении Института археологии АН СССР защитил кандидатскую диссертацию «Русское оружие ближнего боя (X—XIII вв.)», в 1975 году в Институте археологии АН СССР докторскую диссертацию «Военное дело Руси IX—XV вв.».
С 1972 года — руководитель Староладожской экспедиции Института истории материальной культуры АН СССР.
Член научного совета Российского военно-исторического общества.
В течение многих лет возглавлял совет Ленинградского областного отделения Всероссийского общества охраны памятников истории и культуры.
25 ноября 2009 года выступил против строительства в Санкт-Петербурге башни «Охта-центр».
Анатолий Николаевич Кирпичников умер 16 октября 2020 года. Похоронен на Алексеевском кладбище села Старая Ладога Староладожского сельского поселения Волховского района Ленинградской области.

## Научная деятельность
Основной круг научных интересов — история, археология, культура и архитектура Древней Руси и сопредельных стран. Автор более 650 научных работ, в том числе 16 монографий.
Благодаря Кирпичникову сделан ряд открытий, относящихся к периоду становления государственности Руси, в том числе установлено, что Ладога основана не позднее середины VII века и была средневековым торговым центром общеевропейского значения.
Кирпичников получил признание в России и странах Северной Европы как один из ведущих специалистов в области археологии, изучения истории и культуры ранней Руси.
Историк А. А. Селин писал о вкладе Анатолия Кирпичникова в формирование связанного с Рюриком и варяжской легендой «староладожского мифа». В поздне- и постсоветской историографии сформировалась идея возрождения Рюрика как «основателя Руси», которая «пошла из Ладоги». В 2002—2003 годах к этой теме было привлечено внимание власти; летом 2003 года проведено официальное празднование «1250-летия Старой Ладоги — древней столицы Руси». Стали возникать новые мемориальные объекты, посвящённые древности Ладоги в контексте «возникновения Руси». С 2007 года Кирпичниковым много раз инициировалась идея нового памятника Олегу и Рюрику.

## Память

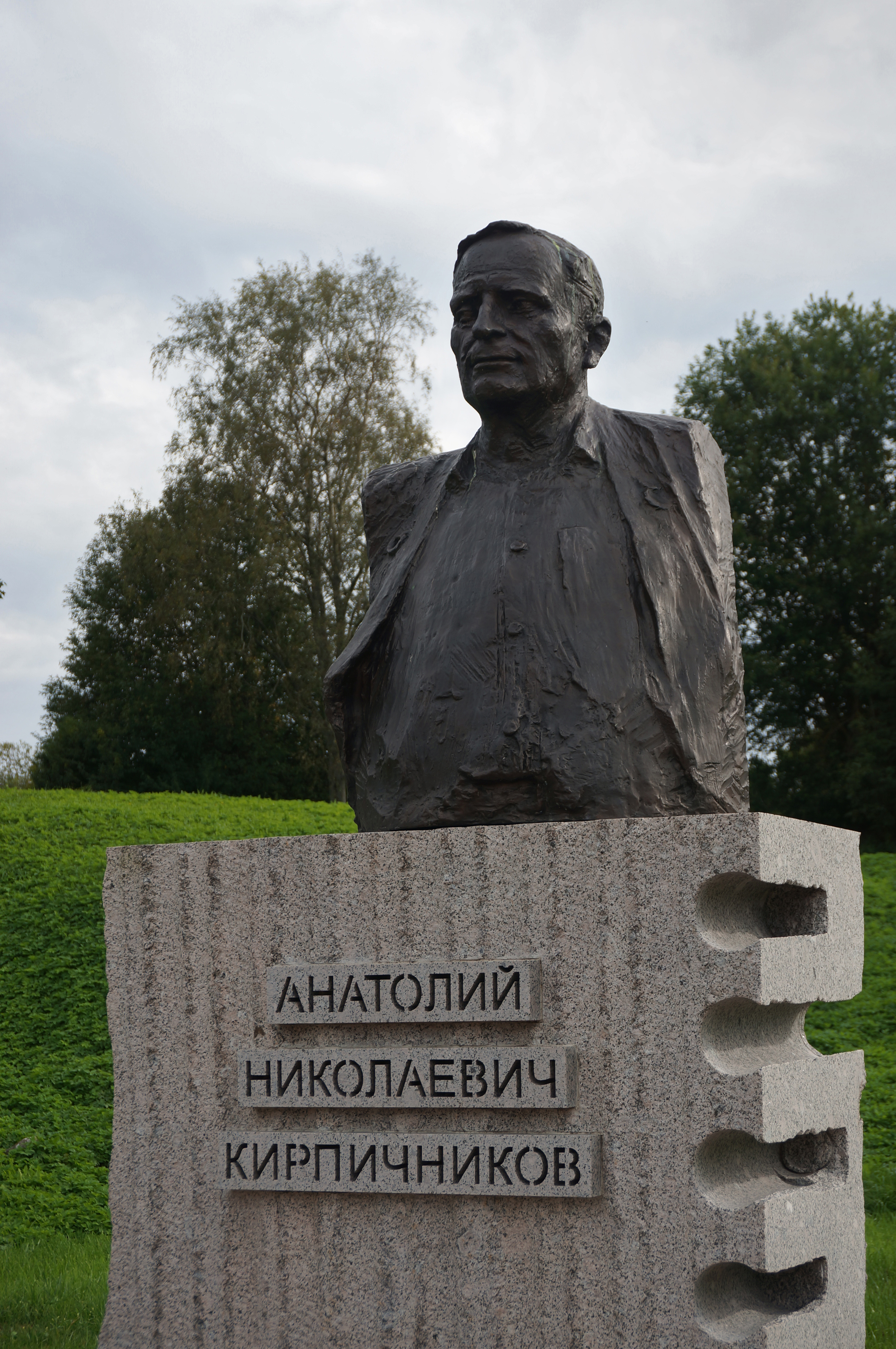
Памятник А. Н. Кирпичникову в Старой Ладоге, установленный в 2022 году

В 2022 году у стен Староладожской крепости рядом с городищем, где А. Н. Кирпичникову работал в течение нескольких десятков лет, ему был установлен бронзовый бюст, работа скульптора Олега Шорова. Эскиз бюста разработали ещё при жизни учёного. Губернатор Ленинградской области Александр Дрозденко написал: «Анатолий Николаевич Кирпичников — человек, который нас объединял через любовь к Старой Ладоге, который убедил и доказал всем, что здесь начиналась российская государственность, и на берегу Волхова стояла первая столица Древней Руси. Сегодня в Старой Ладоге открыт бюст прекрасному и великому человеку, ученому и патриоту Анатолию Кирпичникову».

## Награды
- Орден Почёта, 25 мая 2010 года[13]
- Юбилейная медаль «50 лет Победы в Великой Отечественной войне 1941—1945 гг.», 1995 год
- Медаль «В память 1000-летия Казани»
- Медаль «Ветеран труда», 1986 год
- Медаль «В память 250-летия Ленинграда», 1958 год
- Почётный гражданин Ленинградской области, 2013 год[14][4]
- Памятная медаль «В честь 60-летия полного освобождения Ленинграда от фашистской блокады», 2004 год
- Знак «Житель блокадного Ленинграда», 1993 год
- Знак «За вклад в развитие Ленинградской области», 2003 год
- Бронзовая медаль ВДНХ «За достигнутые успехи в развитии народного хозяйства СССР»
- Премия имени С. Ф. Ольденбурга (2012) — за выдающиеся результаты в области изучения и популяризации древней истории и археологии Российского государства

## Основные работы
- Кирпичников А. Н. Древнерусское оружие. — Л.: Наука, 1966—1971.— Вып. 1—3. (Переизд.: М.: Альфарет, 2006.)
- Кирпичников А. Н., Хлопин И. Н. Великая государева крепость. — Л.: Художник РСФСР., 1972. (Переиздание: М.: Альфарет, 2006.)
- Кирпичников А. Н., Савков В. М. Крепость «Орешек». — Л.: Лениздат, 1972. — 100 с. — 50 000 экз.
- Кирпичников А. Н. Снаряжение всадника и верхового коня на Руси IX—XIII вв. — Л.: Наука, 1973. — 140 с. (Переизд.: М.: Альфарет, 2006.)
- Кирпичников А. Н. Военное дело на Руси в XIII—XV вв. — Л.: Наука, 1976. — 104 с.
- Кирпичников А. Н., Савков В. М. Крепость Орешек: Историко-архитектурный очерк. — 2-е изд. — Л.: Лениздат, 1979. — 120 с. — 50 000 экз.
- Кирпичников А. Н. Древний Орешек. Историко-археологические очерки о городе-крепости в истоке Невы. — Л.: Наука, 1980. — 4400 экз.
- Кирпичников А. Н. Куликовская битва / Под ред. Б. А. Рыбакова; АН СССР, Ин-т археологии. — Наука. Ленингр. отд-ние, 1980. — 124 с. — 10 000 экз.
- Кирпичников А. Н. Каменные крепости Новгородской земли. — Л.: Наука, 1984. — 276 с. — 3600 экз. (Переиздание: М.: Альфарет, 2006.)
- Кирпичников А. Н. Россия XVII века в рисунках и описаниях голландского путешественника Николааса Витсена. — СПб.: Славия, 1995. — 208 с. — ISBN 5-88654-009-1. (см. Витсен, Николаас)
- Кирпичников А. Н. Раннесредневековые золочёные шлемы. Новые находки и наблюдения. — СПб.: ИПК «Вести», 2009. — 68 с.